# San Martino in Badia
San Martino in Badia (San Martin de Tor in ladino, Sankt Martin in Thurn in tedesco) è un comune italiano di 1 762 abitanti della provincia autonoma di Bolzano in Trentino-Alto Adige.

## Origini del nome
Il toponimo è attestato come Sant Martin in Geder nel 1260, Sand Martein nel 1334 e St. Martin an der Gader nel 1883, mentre Thurn è attestato come Thurn o Tor e si riferisce probabilmente al vicino Castel Tor (in tedesco Schloss Thurn, in ladino Ciastel de Tor). Dal 1923 al 1928 il paese si chiamò San Martino.
A San Martino si trova il gruppo di masi Seres, caratteristico nel suo insieme, a sua volta già menzionato quale «Cerre» in un documento del 1177 di Alessandro III a favore del convento di Novacella.

## Storia
La frazione di Antermoia ha dato i natali a Alois Pupp, presidente della provincia Autonoma di Bolzano negli anni 1956-1960.

### Stemma
Lo stemma è inquartato: nella prima è raffigurata una torre d'argento con tetto azzurro su sfondo nero; nella seconda una croce patente d'argento, su sfondo rosso, sopra tre monti verdi; la terza di verde e la quarta di nero. La torre è un riferimento al Castel Tor e riprende le insegne di un casato del luogo, la croce sui monti ricorda che il comune un tempo era sede giurisdizionale.

## Monumenti e luoghi d'interesse

### Architetture religiose
- Chiesa dei Santi Giovanni Battista e Martino.
- Chiesa di Santa Lucia, parrocchiale a Longiarù.
- Chiesa di Sant'Antonio Abate, parrocchiale ad Antermoia.

## Società

### Ripartizione linguistica
La sua popolazione è per la quasi totalità di madrelingua ladina, anche se nell'ultimo censimento sono aumentati i residenti del gruppo tedeschi e soprattutto di quello italiano.
| Ripartizione linguistica | 1971   | 1981   | 1991   | 2001   | 2011   | 2024   |
| ------------------------ | ------ | ------ | ------ | ------ | ------ | ------ |
| Madrelingua italiana     | 1,16%  | 0,57%  | 0,76%  | 1,06%  | 1,47%  | 4,87%  |
| Madrelingua tedesca      | 1,16%  | 0,92%  | 1,24%  | 1,68%  | 1,82%  | 2,35%  |
| Madrelingua ladina       | 97,67% | 98,52% | 98,01% | 97,27% | 96,71% | 92,78% |

### Evoluzione demografica
Abitanti censiti

## Cultura
Il castello di San Martino in Badia (Thurn an der Gader) ospita il museo della storia e cultura ladina, il Museum Ladin.
A San Martino ha inoltre sede l'Istituto Ladino "Micurà de Rü".

## Amministrazione
| Periodo | Periodo   | Primo cittadino   | Partito              | Carica  | Note |
| ------- | --------- | ----------------- | -------------------- | ------- | ---- |
| 1982    | 2010      | Francesco Dejaco  | lista civica         | Sindaco |      |
| 2010    | 2017      | Heinrich Videsott | lista civica Ciastel | Sindaco |      |
| 2017    | in carica | Giorgio Costabiei | lista civica Ciastel | Sindaco |      |